# Kwame Ayew
Pour les articles homonymes, voir Ayew.
Kwame Ayew est un footballeur international ghanéen né le 28 décembre 1973 à Accra. Son frère Abedi Pelé et ses neveux Abdul Rahim, André et Jordan sont également footballeurs.

## Carrière
- 1989-décembre 1989 :  Africa Sports
- 1990-1992 :  FC Metz
- 1992-oct. 1993 :  Al Ahly Doha
- novembre 1993-1995 :  US Lecce
- 1995-1996 :  União Leiria
- 1996-1997 :  Vitória Setubal
- 1997-1999 :  Boavista
- 1999-2000 :  Sporting Portugal
- novembre 2000-2001 :  Yozgatspor K
- 2001-2002 :  Kocaelispor
- 2002-2003 :  Shenyang Ginde
- 2003-décembre 2006 :  Xi'an Chanba
- janvier 2007-2007 :  Vitória Setubal [1]

## Palmarès
- 1 Championnat du Portugal de football : 2000
- 1 Supercoupe du Portugal : 2000
- 1 Coupe de Turquie de football : 2002
- Jeux olympiques d'été de 1992 : Médaille de Bronze avec le Ghana

## Sélections
- 1992-2001 :  Ghana 25 sélections, 9 buts[2]